# Breonia louvelii
Breonia louvelii är en måreväxtart som beskrevs av Anne-Marie Homolle. Breonia louvelii ingår i släktet Breonia och familjen måreväxter. Inga underarter finns listade i Catalogue of Life.